# الجمعية البرلمانية للبوسنة والهرسك
الجمعية البرلمانية للبوسنة والهرسك (الصربية الكرواتية: Parlamentarna skupština Bosne i Hercegovine / Парламентарна скупштина Босне и Херцеговине) هي الهيئة التشريعية في البوسنة والهرسك. وتتكون من الغرفتين التاليتين.
- مجلس النواب (بالبوسنوية: Predstavnički dom)، (بالسيريلية الصربية: Представнички дом)، (بالكرواتية: Zastupnički dom) يتكون من 42 عضوًا، ينتخبون لمدة أربع سنوات عن طريق التمثيل النسبي.
- مجلس الشعوب يتكون من 15 عضوًا، يعينون من قبل برلمانات الكيانات: 5 أعضاء تنتخبهم الجمعية الوطنية لجمهورية صرب البوسنة، 5 أعضاء بوشناق و5 أعضاء كروات من مجلس شعب اتحاد البوسنة والهرسك.

## الرؤساء (1953–1997)

### رؤساء مجلس الشعب (1953–1992)[2][3]
| No. | الصورة | الاسم (الولادة–الوفاة)        | المدة في المنصب | المدة في المنصب | الحزب                   |
| --- | ------ | ----------------------------- | --------------- | --------------- | ----------------------- |
| 1   |        | أورو بوكار (1899–1979)        | 1953            | 1963            | الحزب الشيوعي           |
| 2   |        | راتومير دوغونجي (1916–1987)   | 1963            | 1967            | الحزب الشيوعي           |
| 3   |        | ديمال بيجديتش (1917–1977)     | 1967            | 1971            | الحزب الشيوعي           |
| 4   |        | حمديجا بوزديراك (1924–1988)   | 1971            | 1978            | الحزب الشيوعي           |
| 5   |        | نيكو ميخالجيفيتش              | 1978            | 1981            | الحزب الشيوعي           |
| 6   |        | فاسو جاتشيتش                  | 1981            | 1983            | الحزب الشيوعي           |
| 7   |        | إيفيكا بلاسيفيتش              | 1983            | 1984            | الحزب الشيوعي           |
| 8   |        | سالكو أورون                   | 1984            | 1987            | الحزب الشيوعي           |
| 9   |        | سافو شيور                     | 1987            | 1989            | الحزب الشيوعي           |
| 10  |        | زلاتان كارافديتش              | 1989            | 1990            | الحزب الشيوعي           |
| 11  |        | مومشيلو كراجيشنيك (1945–2020) | 1990            | 3 مارس 1992     | الحزب الديمقراطي الصربي |

### رؤساء الجمعية (1992–1997)
| No. | الصورة | الاسم (الميلاد–الوفاة)        | المدة في المنصب | المدة في المنصب | الحزب                      |
| --- | ------ | ----------------------------- | --------------- | --------------- | -------------------------- |
| 1   |        | مومشيلو كراجيشنيك (1945–2020) | 3 مارس 1992     | 29 أكتوبر 1992  | الحزب الديمقراطي الصربي    |
| 2   |        | عبد الله كونجيجيا (1929–2004) | 29 أكتوبر 1992  | 25 ديسمبر 1992  | حزب العمل الديمقراطي       |
| 3   |        | ميرو لازوفيتش (1954–)         | 25 ديسمبر 1992  | 3 يناير 1997    | الحزب الديمقراطي الاجتماعي |

## اقرأ أيضا
- سياسة البوسنة والهرسك
- مجالس الدول التشريعية

## روابط خارجية
- BiH Parliament Official website (بالبوسنوية، الكرواتية، والصربية)